# Vincenzo Chiabotto
Vincenzo Chiabotto (Torino, 24 febbraio 1899 – Torino, 21 novembre 1973) è stato un calciatore italiano, di ruolo attaccante.

## Carriera
Inizia a giocare nei campionati ULIC con il Valdocco Torino nel 1918-1919, salvo poi trasferirsi al Pastore Torino, con cui gioca un campionato di Prima Categoria, la massima divisione dell'epoca; passa poi alla Biellese, sempre in Prima Categoria, con cui gioca 7 partite mettendo a segno 3 reti.
Nel 1920-1921 passa al Savona, con cui milita nella massima serie della CCI, segnando 4 reti in 19 partite. L'anno seguente, essendosi ricomposta la scissione tra CCI e FIGC, il Savona milita nel campionato di Prima Categoria, in cui Chiabotto segna altre 5 reti in 17 partite, non riuscendo ad evitare la retrocessione della sua squadra nel campionato di Seconda Divisione.
Rimane nella squadra ligure per altre due stagioni, entrambe in Seconda Divisione, senza riuscire a scendere in campo con regolarità (totalizza infatti solo 22 presenze con 6 reti nell'arco dei due campionati); decide così di tornare nella Biellese, con cui mette a segno 6 reti in 22 gare nell'arco di due stagioni.
Nella stagione 1927-1928 passa all'Atalanta, con cui vince il campionato di Seconda Divisione, disputando 18 partite e segnando 4 gol. Dopo un anno in Prima Divisione (nel frattempo diventato il secondo livello del calcio italiano) a Pescara, passa all'Ascoli, con cui prima vince un campionato di Seconda Divisione (ovvero il terzo livello del calcio italiano dopo la riforma dell'anno precedente) e poi conquista la salvezza nel successivo campionato di Prima Divisione.

## Palmarès

### Club

#### Competizioni nazionali
- Seconda Divisione: 2

Atalanta: 1927-1928
Ascoli: 1929-1930